# Thanbyuzayat
Thanbyuzayat är en kommun i Myanmar.   Den ligger i regionen Monstaten, i den södra delen av landet, 500 km söder om huvudstaden Naypyidaw. Antalet invånare är 169 950.